# Papúa Nueva Guinea en los Juegos Olímpicos de Tokio 2020
Papúa Nueva Guinea estuvo representada en los Juegos Olímpicos de Tokio 2020 por ocho deportistas, cuatro hombres y cuatro mujeres, que compitieron en cinco deportes.
Los portadores de la bandera en la ceremonia de apertura fueron los halterófilos Morea Baru y Dika Toua. El equipo olímpico papú no obtuvo ninguna medalla en estos Juegos.